# تقویم دریانوردی ایران
تقویم دریانوردی ایران، سال دریایی یا دریانوردی سواحل خلیج‌فارس است. این سالنامه از سه فصل صد روزه و یک فصل ۶۰ روزه دریانوردی که پنج یا شش روز اضافه در پایان دارد تشکیل شده‌است.
این تقویم با آغاز فصل دریانوردی شروع می‌شود و در صد روز دوم آن، با توجه به جریانهای ملتهب دریایی، دریانوردی با احتیاط صورت می‌گیرد و در صد روز سوم به‌دلیل طوفان‌های دریایی از رفتن به دریا پرهیز می‌شود. و در شصت روز آخر که توام با جریان‌های شدید جوی دریایی است ناخدایان به تعمیر کشتی‌ها می‌پردازند و به دریا نمی‌روند و خود را برای آغاز سال دریایی بعد آماده می‌کنند.
سال دریایی معمولاً نهم مرداد (۳۱ ژوئیه) آغاز می‌شود و فصل اول (یکصد روزه) بهار دریا به‌حساب می‌آید. یکصد روز دوم از هجدهم آبان شروع می‌شود. و یکصد روز سوم از بیست و هشتم بهمن شروع می‌شود. و شصت روز آخر از پنجم خرداد (در صورت کبیسه بودن سال از چهارم خرداد) آغاز می‌شود.
هر چند سال این تقویم با تقویم خورشیدی هماهنگ است، اما روزهای آن به‌صورت ده‌دهی شمارش می‌شود. برای نمونه: یک در ده تا ده در ده، یک در بیست تا ده در بیست ... یک در نود تا ده در نود (برای فصل اول). و برای فصل آخر: یک در ده شصتی ... .

## جشن نوروز صیاد
روز ۹ مرداد را نوروز دریایی یا نوروز صیاد می‌نامند و متاثر از این تقویم در سواحل هند نیز ۱۰ مرداد (اول اوت) نوروز دریایی است. از هزار سال قبل نوروز دریایی ایران در آثار گذشته مکتوب است.

## تقویم صیادی جنوب
علاوه بر آن در جنوب ایران تقویم صیادی نیز وجود دارد که تا حدودی هماهنگ با تقویم دریایی از اواخر تیر یا اول مرداد شروع می‌شود و به‌عنوان نوروز صیادی در بعضی نواحی تا هنوز هم جشن گرفته می‌شود. برای نمونه در روستای صَلَخ جزیره قشم هرساله روز ۲۹ تیر به‌عنوان نوروز صیادی جشن گرفته می‌شود.

## تقویم زراعی جنوب
همچنین در جنوب ایران یک تقویم سنتی زراعی وجود دارد که معمولاً مبدأ آن در میانه یا پایان تابستان با توجه به اولین طلوع سحرگاهی ستاره سهیل در نیمه شهریورماه نگه داشته می‌شود. ماههای آن معمولاً با همان اسامی برجهای فلکی است و این تقویم نسبتاً نجومی بوده‌است چرا که طلوع ستاره سهیل موجب نگهداری ثابت سال بوده‌است. و دارای نقاط زمانی دیگر نجومی نیز است. از سویی مبدأ آن هم‌زمان با برداشت خرما و آغاز آمادگی برای کشت گندم بوده‌است. همچنین این تقویم نمایشگر تغییرات آب و هوا بوده‌است. همچنین این تقویم با تطبیق و ترکیب تقویم قمری و شمسی کاربرد صیادی نیز داشته‌است. در این تقویم چله کوچک و بزرگ گرما و سرما و جریانهای هوایی و بادهای محلی مشخص شده‌است. این تقویمها همه در ادامه تقویم باستانی ایران است که ذبیح بهروز مبدأ بزرگ تقویم ایران باستان را ۱۷۲۵ سال پیش از میلادی می‌داند. که ستاره‌شناسی در ایران رواج داشته‌است.